# Drinking Song
Drinking Song, parfois appelée Drink, Drink, Drink, est une chanson à boire composée par Sigmund Romberg avec des paroles de Dorothy Donnelly pour l'opérette The Student Prince de 1924. La chanson est une valse qui reprend le style et les sonorités allemandes du XIXe siècle. Sur scène, elle est interprétée par un quartette masculin. Le titre devient l'une des chansons à boire les plus emblématiques et inspire plusieurs compositeurs comme Ira Gershwin ou Alan Menken pour La Belle et la Bête.

## Contexte et genèse
L’opérette The Student Prince est née dans une volonté de réhabilitation de la culture germanique après la Première Guerre mondiale. Alors que les Shuberts ont déjà produit en 1921 Blossom Time, une comédie musicale se déroulant à Vienne, la famille de producteurs travaille sur un projet d'adaptation en comédie musicale de la pièce de théâtre Old Heidelberg où l'action se déroule en Allemagne. Bien qu'ils n'aient pas encore les droits, cela n’empêche pas les Shuberts de demander en août 1922 à Dorothy Donnelly d'écrire des paroles. Sigmund Romberg quant à lui, s'intéresse au projet au printemps 1922, quelques mois après la première de Blossom Time.
La chanson suit l'exemple d'autres chansons à boire de Broadway comme Brown October Ale de la comédie musicale Robin Hood (1891) ou Heidelberg Stein Song issue de The Prince of Pilsen (1903).
C'est la pièce la plus populaire de l'opérette de 1924, The Student Prince, en plein contexte de prohibition. La première représentation The Student Prince a lieu le 2 décembre au Jolson's 59th Street Theatre à Broadway.

## Composition
Drinking Song est une valse au tempo rapide. La tonalité de la chanson est si bémol majeur. Elle imite les styles musicaux d'Europe centrale, ce qui peut être vu comme une réminiscence des souvenirs hongrois de Romberg. Néanmoins, c'est principalement Emil Gerstenberger, alors  orchestrateur de la plupart des spectacles de Romberg dans les années 1920, qui réussit à capter la sonorité allemande stéréotype du XIXe siècle pour Drinking Song, en accentuant les cuivres. Par ailleurs, la chanson s'inscrit dans la tradition du brindisi de l'opéra italien. Sur scène, la chanson est interprétée par un quartette constitué d'un ténor (Detlef), un baryton (Asterberg), une basse (Lucas) et d'un premier ténor (Karl Franz) capable de tenir un do élevé dans les derniers accords. Les paroles de Dorothy Donnelly mélangent romance et humeur familière des chansons à boire avec des passages comme : « Here's a hope that those bright eyes will shine, longingly, lovingly, soon into mine ». L'absence de couplets contribue à donner un aspect de spontanéité à la chanson. L'ensemble forme une sorte de croisement entre le poème lyrique Drink to Me Only with Thine Eyes et la chanson folk There Is a Tavern in the Town.
- Partition de Drinking Song

## Accueil et reprises
Drinking Song devient le numéro le plus populaire du spectacle et, avec les titres Golden Days, Deep in My Heart, To the Inn we're Marching, il parvient à faire de The Student Prince l'opérette de Romberg la plus longtemps jouée,. Preuve de sa popularité, selon le biographe Andrew Morton, le prince Albert aimait chanter le titre de Romberg et Donnelly au côté de son frère, le prince George, dans les années 1930. Sur la performance théâtrale, W.G.H. du Brooklyn Daily Eagle explique que les chœurs interprètent la chanson à boire avec une « tonitruante beauté ». En outre, un enregistrement du 18 décembre 1924 de Drinking Song est édité sous forme de disque phonographique via le label Victor.

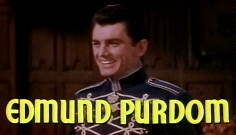
Edmund Purdom dans Le Prince étudiant, l'acteur y interprète Drinking Song en playback.

La chanson est parodiée dans le film de 1944 Seven Lively Arts avec la chanson Drink où Bert Lahr l'interprète sous les traits d'un Lord Nelson ivre. La parodie comprend des passages tels que « Drink to Nelson Eddy before you faint / And here to J.J. Shubert, our patron saint. ». Par ailleurs, la chanson Ale, Ale, Ale, retirée de la comédie musicale de Rodgers et Hart Dearest Enemy avant qu'elle ne soit jouée sur scène, était supposée être un pastiche de Drinking Song, tout comme la chanson Song of the Rhineland d'Ira Gershwin. Par ailleurs, Gaston, écrite et composée par Alan Menken pour La Belle et la Bête des studios Disney, se veut un hommage à la chanson de Romberg et Donnelly.
Elle sera rendu célèbre par le ténor Mario Lanza, qui l'enregistre pour le film Le prince étudiant de 1954 et sortira sur vinyle la même année. Ce dernier, contenant aussi les titres Golden Days et Summertime in Heidelberg, rencontre un certain succès parmi les deejay du Midwest des États-Unis. Lanza doit initialement jouer le rôle principal, mais pendant la production, Lanza et le studio se séparent. Edmund Purdom est choisi en remplacement, mais il est doublé avec les enregistrements de Lanza durant les performances musicales du film.
Rich Stewart pour le périodique Modern Drunkard, place cette chanson en 3e position dans sa liste des 86 meilleures chansons à boire. Puis en 2016, BBC Music Magazine la fait figurer dans sa liste des meilleures chansons à boire classiques, précisant : « Cette chanson remporte certainement le premier prix du réalisme »
Juillet 2004, l'interprétation par Mario Lanza de la chanson est utilisée dans un spot publicitaire de la marque d'eau en bouteille Aquafina, produit par BBDO,.